# Super Duper Love (Are You Diggin' on Me)
Super Duper Love (Are You Diggin' on Me), ofwel Super Duper Love is een lied dat is geschreven en opgenomen door Willie Garner (artiestennaam: Sugar Billy) in 1974. In 2003 coverde de Britse soulzangeres Joss Stone het lied voor haar debuutalbum The Soul Sessions (uit 2003). Het kwam in 2004 uit als tweede en laatste single van dat album onder de naam Super Duper Love. Op de cd-single staat ook een liveversie van It's a Man's Man's Man's World van James Brown, hernoemd naar It's a Man's World.

## In de hitlijsten
Het nummer kwam in de UK Singles Chart tot nummer 18 en bleef vier weken in de hitlijst. In Zuid-Amerika behaalde ze plaats 26 in de Top Latino. Het nummer werd veel gedraaid op de Argentijnse radio.

## Afspeellijst
Cd-single in VK en Europa
1. "Super Duper Love (Are You Diggin' on Me?) Pt. 1" (Single Mix) – 3:47
2. "It's a Man's Man's World" (Live) – 3:35

Single in VK
Kant A
1. "Super Duper Love (Are You Diggin' on Me?) Pt. 1" (Single Mix) – 3:47

Kant B
1. "It's a Man's Man's World" (Live) – 3:35

Promo single VK
1. "Super Duper Love" (Radio Version) – 3:47

Japanse promo single
1. "Super Duper Love" – 4:20
2. "Victim of a Foolish Heart" (Live) – 6:25
3. "Fell in Love with a Boy" (Akoestisch) – 3:30